# Inline-Speedskating-Weltmeisterschaften 2008
Die Inline-Speedskating-Weltmeisterschaften wurden im spanischen Gijón ausgetragen. Die Bahn-Wettkämpfe fanden vom 4. bis 6. September 2008 und die Straßen-Wettkämpfe vom 8. bis 12. September 2008 statt.
Die erfolgreichsten Teilnehmer waren Sara Sayasane bei den Frauen und Joey Mantia bei den Männern.

## Frauen
| Distanz              | Gold                                                       | Silber                                                   | Bronze                                           |
| Bahn                 | Bahn                                                       | Bahn                                                     | Bahn                                             |
| -------------------- | ---------------------------------------------------------- | -------------------------------------------------------- | ------------------------------------------------ |
| 300 m Einzelsprint   | Brittany Bowe                                              | Sara Sayasane                                            | Jercy Puello                                     |
| 500 m Sprint         | Jercy Puello                                               | Sara Sayasane                                            | Brittany Bowe                                    |
| 1000 m Sprint        | Sara Sayasane                                              | Brittany Bowe                                            | Jin-Seon Lim                                     |
| 10000 m Punkte-Auss. | Hyo-Sook Woo                                               | Nicole Begg                                              | Hey-Mi Kim                                       |
| 15000 m Ausscheidung | Hyo-Sook Woo                                               | Nicole Begg                                              | Silvina Posada                                   |
| 3000 m Staffel       | Vereinigte Staaten Brittany Bowe Sara Sayasane Emily Scott | Argentinien Melisa Bonnet Natalia Artero Silvina Posada  | Deutschland Sabine Berg Jana Gegner Lisa Kaluzni |
| Straße               |                                                            |                                                          |                                                  |
| 200 m Einzelsprint   | Jennifer Caicedo                                           | Jercy Puello                                             | Nicoletta Falcone                                |
| 500 m Sprint         | Jercy Puello                                               | Jennifer Caicedo                                         | Mi-Young Kim                                     |
| 10000 m Punkte       | Hyo-Sook Woo                                               | Guo Dan                                                  | Yu-Ting Huang                                    |
| 20000 m Ausscheidung | Carolina Upegui                                            | Liana Holguin                                            | Silvina Posada                                   |
| 5000 m Staffel       | Vereinigte Staaten Brittany Bowe Sara Sayasane Emily Scott | Kolumbien Jennifer Caicedo Liana Holguin Carolina Upegui | Südkorea Hyo-Sook Woo Jin-Seon Lim Mi-Young Kim  |
| Langstrecke          |                                                            |                                                          |                                                  |
| 42195 m Marathon     | Liana Holguin                                              | Sabine Berg                                              | Giovanna Turchiarelli                            |

## Männer
| Distanz              | Gold                                                       | Silber                                                    | Bronze                                               |
| Bahn                 | Bahn                                                       | Bahn                                                      | Bahn                                                 |
| -------------------- | ---------------------------------------------------------- | --------------------------------------------------------- | ---------------------------------------------------- |
| 300 m Einzelsprint   | Kalon Dobbin                                               | Kyung-Tae Kang                                            | Wouter Hebbrecht                                     |
| 500 m Sprint         | Andres Muñoz                                               | Nicolas Pelloquin                                         | Kalon Dobbin                                         |
| 1000 m Sprint        | Jorge Cifuentes                                            | Alexis Contin                                             | Joshua Wood                                          |
| 10000 m Punkte-Auss. | Yann Guyader                                               | Patxi Peula                                               | Nelson Garzon                                        |
| 15000 m Ausscheidung | Alexis Contin                                              | Fabio Francolini                                          | Matteo Amabili                                       |
| 3000 m Staffel       | Italien Andrea Zanetti Fabio Francolini Matteo Amabili     | Vereinigte Staaten Joey Mantia Harry Vogel Sebastian Cano | Südkorea Myung-Kyu Lee Yoo-Jong Nam Min-Ho Kim       |
| Straße               |                                                            |                                                           |                                                      |
| 200 m Einzelsprint   | Gregorio Duggento                                          | Juan Jardine                                              | Wouter Hebbrecht                                     |
| 500 m Sprint         | Joey Mantia                                                | Juan Nayib Tobon                                          | Ezequiel Capellano                                   |
| 10000 m Punkte       | Joey Mantia                                                | Yoo-Jong Nam                                              | Josè Bastidas                                        |
| 20000 m Ausscheidung | Joey Mantia                                                | Francesco Zangarini                                       | Yann Guyader                                         |
| 5000 m Staffel       | Italien Matteo Amabili Luca Saggiorato Francesco Zangarini | Vereinigte Staaten Joey Mantia Joshua Wood James Cheek    | Kolumbien Andres Muñoz Nelson Garzon Jorge Cifuentes |
| Langstrecke          |                                                            |                                                           |                                                      |
| 42195 m Marathon     | Shane Dobbin                                               | Julien Levrard                                            | Sergio Ali                                           |

## Medaillenspiegel
| Platz | Land                | Gold | Silber | Bronze | Gesamt |
| ----- | ------------------- | ---- | ------ | ------ | ------ |
| 1.    | Kolumbien           | 7    | 5      | 3      | 15     |
| 2.    | Vereinigte Staaten  | 7    | 5      | 2      | 14     |
| 3.    | Südkorea            | 3    | 2      | 5      | 10     |
| 4.    | Italien             | 3    | 2      | 3      | 8      |
| 5.    | Frankreich          | 2    | 3      | 1      | 6      |
| 6.    | Neuseeland          | 2    | 2      | 1      | 5      |
| 7.    | Argentinien         | 0    | 1      | 4      | 5      |
| 8.    | Deutschland         | 0    | 1      | 1      | 2      |
| 8.    | Venezuela           | 0    | 1      | 1      | 2      |
| 10.   | Volksrepublik China | 0    | 1      | 0      | 1      |
| 10.   | Spanien             | 0    | 1      | 0      | 1      |
| 12.   | Belgien             | 0    | 0      | 2      | 2      |
| 13.   | Chinesisch Taipeh   | 0    | 0      | 1      | 1      |